# Brand (film)
Brand is een Nederlandse film uit 2008 van Niels Bourgonje. Bourgonje maakte met deze korte film zijn debuut. Naast een bijdrage van de Saxion Hogescholen werd het budget van 1000 Euro door de regisseur en producent Janneke Bruinewoud uit eigen zak betaald. Ondanks het lage budget was een professionele filmploeg bereid om mee te werken aan de film zonder enige salarissen. De film won meerdere prijzen waaronder The Dutch Golden Stone tijdens het SCENECS Film Festival in Amersfoort.

## Verhaal
De echtgenoot van de vijftigjarige Agi pleegt om onbekende reden zelfmoord. Na de crematie lijkt haar streng religieuze gemeenschap de daad af te keuren. Agi vlucht naar haar woning, waar ze alleen haar dagen moet slijten. Dan wordt ze opgeschrikt door een harde klop op de deur. De ongenode gast zegt meer te weten over de zelfmoord van haar echtgenoot.

## Rolverdeling
- Catherine ten Bruggencate - Agi
- Kees Boot - Man
- Freark Smink - Hans
- Dic van Duin - Geestelijke